# Palacio Popov
El palacio Popov (en ucraniano: Садиба Попова), conocido oficialmente como museo-reseva histórica y arquitectónica del Palacio Popov de Vasilivka, es un complejo de museístico establecido en un palacio o casa solariega parcialmente conservada construida entre 1864 y 1884 cerca de la ciudad de Vasílivka, Ucrania. Su construcción fue encargada por Vasili Pávlovich Popov, nieto del general Vasili Stepánovich Popov.  

## Geografía
El palacio está ubicado en la ciudad de Vasilivka en el óblast de Zaporiyia, Ucrania.  

## Historia
El nombre del primer propietario Vasili Stepánovich Popov, uno de los socios de Gregorio Potemkin, y estas tierras fueron la propiedad familiar de los nobles Popov en la gobernación de Táurida tras ser concedidos por Catalina II. La ciudad de Vasilivka, que creció junto a la finca, recibió su nombre por este primer propietario. Durante el reinado del zar Pablo I, renunció para equipar la finca. El trabajo agrícola fue continuado por su hijo Pável, miembro de pleno derecho de la Sociedad de Agricultura de Moscú. Gracias a sus esfuerzos, se plantaron numerosos jardines y viñedos en Vasílivka.
En la década de 1860, el siguiente propietario, el general retirado Vasili Pávlovich Popov, construyó un palacio de ladrillo en Vasílivka. Todo el complejo, cuya construcción duró más de 5 años, se construyó con materiales locales.
En el propio palacio, en el cuarto piso, crearon una plataforma de observación con un telescopio, que tanto los trabajadores de la finca como los campesinos locales tuvieron la oportunidad de mirar. Junto al telescopio había estatuas lombardas. Antes de la revolución rusa, el administrador del palacio era Vasili Lvovich Perovski, hermano de Olga Perovskaya.
El castillo fue saqueado por los bolcheviques y arruinado por los alemanes en la Segunda Guerra Mundial. En la época soviética, se utilizó como pocilga o establo y como resultado, su parte inferior comenzó a desmoronarse y requiere reparación urgente. Las obras de restauración no comenzaron hasta la década de 1990. 
La reserva histórica y cultural se creó el 29 de enero de 1993 en lugar del museo de historia local de Vasílivka ya existente. Hoy en día el museo tiene un salón etnográfico, una sala dedicada a la Segunda Guerra Mundial, una exposición de artistas locales. 
El 7 de marzo de 2022, durante la invasión rusa de Ucrania, las tropas rusas dispararon contra el palacio Popov y el edificio del establo de arena resultó dañado. El 13 de marzo el museo fue saqueado y además del robo, dañaron el local, rompieron las ventanas y rompieron todas las puertas.El 19 de abril de 2023, se supo que los ocupantes comenzaron a retirar bienes del museo-reserva histórico y arquitectónico ubicado en el edificio del otrora famoso conjunto europeo de palacio y parque del general Vasil Popov. Según muchos investigadores, el autor del proyecto del complejo palaciego y muchos de sus elementos fue el mundialmente famoso arquitecto Benoit. Según los expertos, este es un verdadero milagro de la planificación urbana y no hay análogos de ladrillos de tan alta calidad en Ucrania o Europa. 

## Arquitectura
Su diseño neogótico se atribuye a Nicolás Benois, pero tiene elementos neorrománicos y neobarrocos. La casa señorial era de cuatro plantas, rodeada por cinco torres, con un perímetro de 42 por 45 metros. Abajo había bodegas, bodegas y baños; arriba hay un salón de baile, habitaciones con espejos, un telescopio, una pinacoteca y un museo etnográfico. Según los expertos, este conjunto es un verdadero milagro de la planificación urbana y no hay análogos de ladrillos de tan alta calidad en Ucrania o Europa.
El patio de caballos está estilizado como la arquitectura del norte de Italia del siglo XV (por ejemplo, como el castillo Sforzesco de Milán). En 1932 se inauguró en este edificio la primera escuela secundaria de la zona.
El territorio de la hacienda, ubicado en una colina alta, directamente en la vía del tren, estaba previamente enmarcado por una cerca que se asemejaba a una muralla. El diseño de la cerca y las dependencias fue realizado por el arquitecto León Benois, hijo de Nicolás Benois.

## Galería

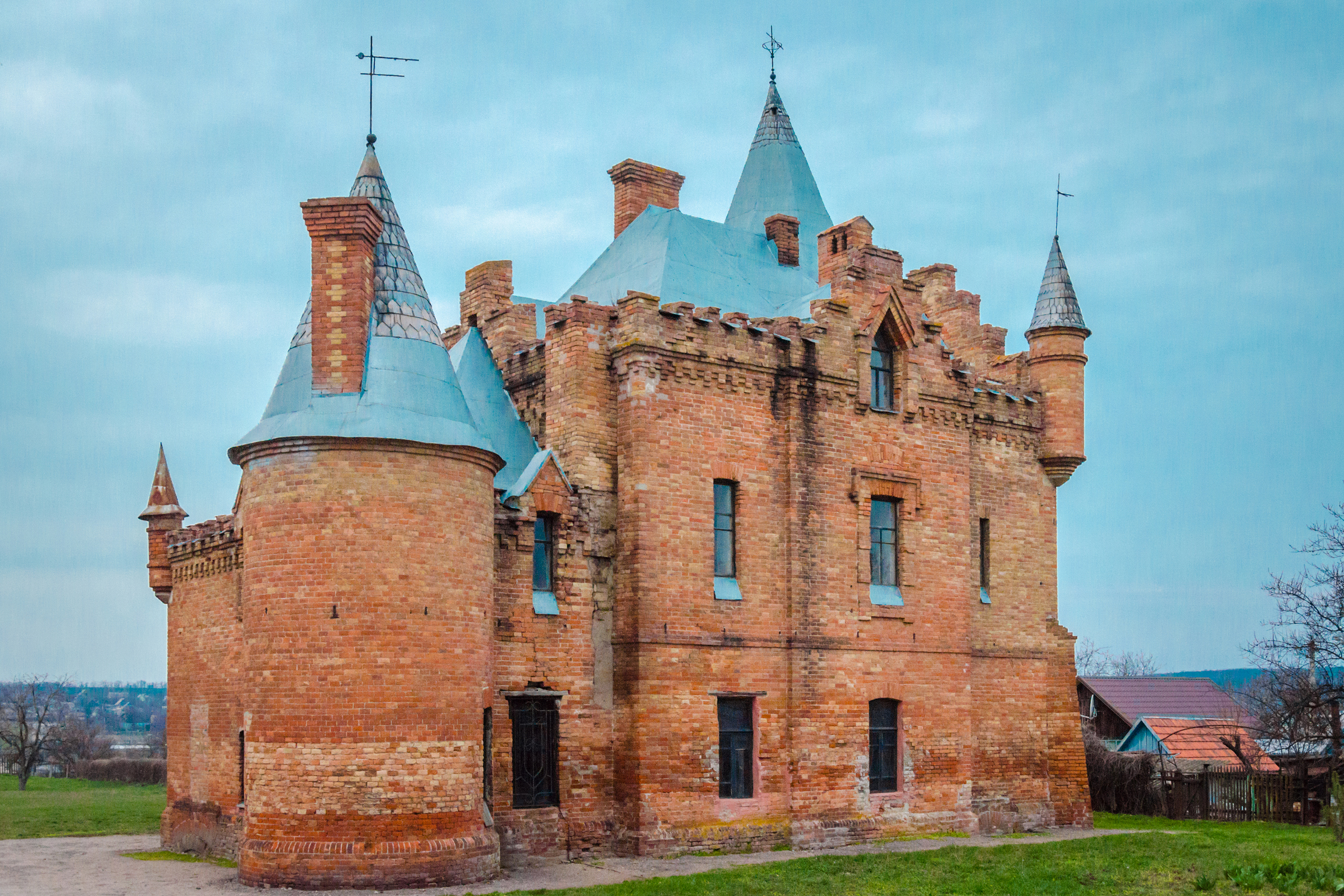
Una de las fachadas del palacio
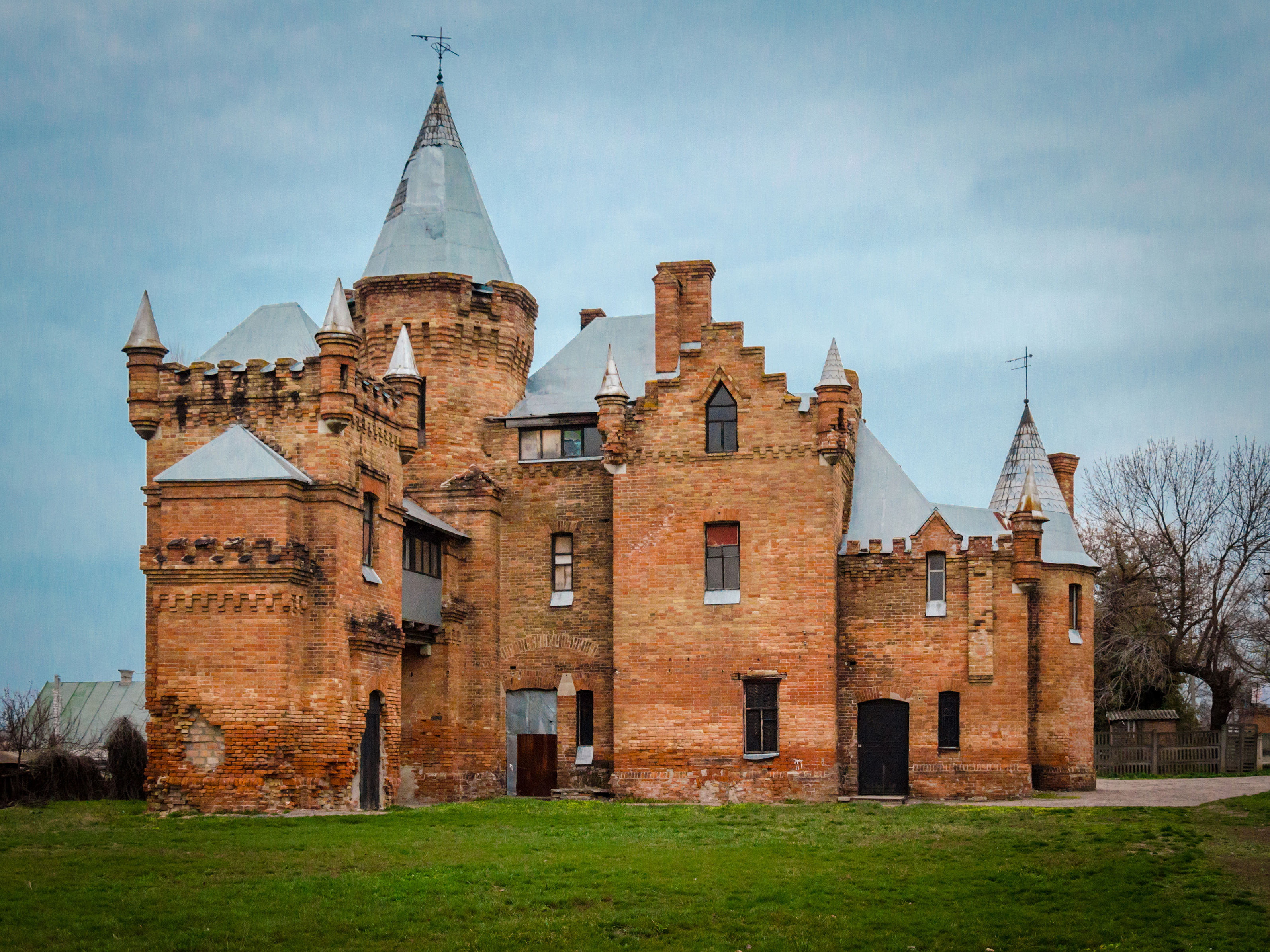
Otra fachada
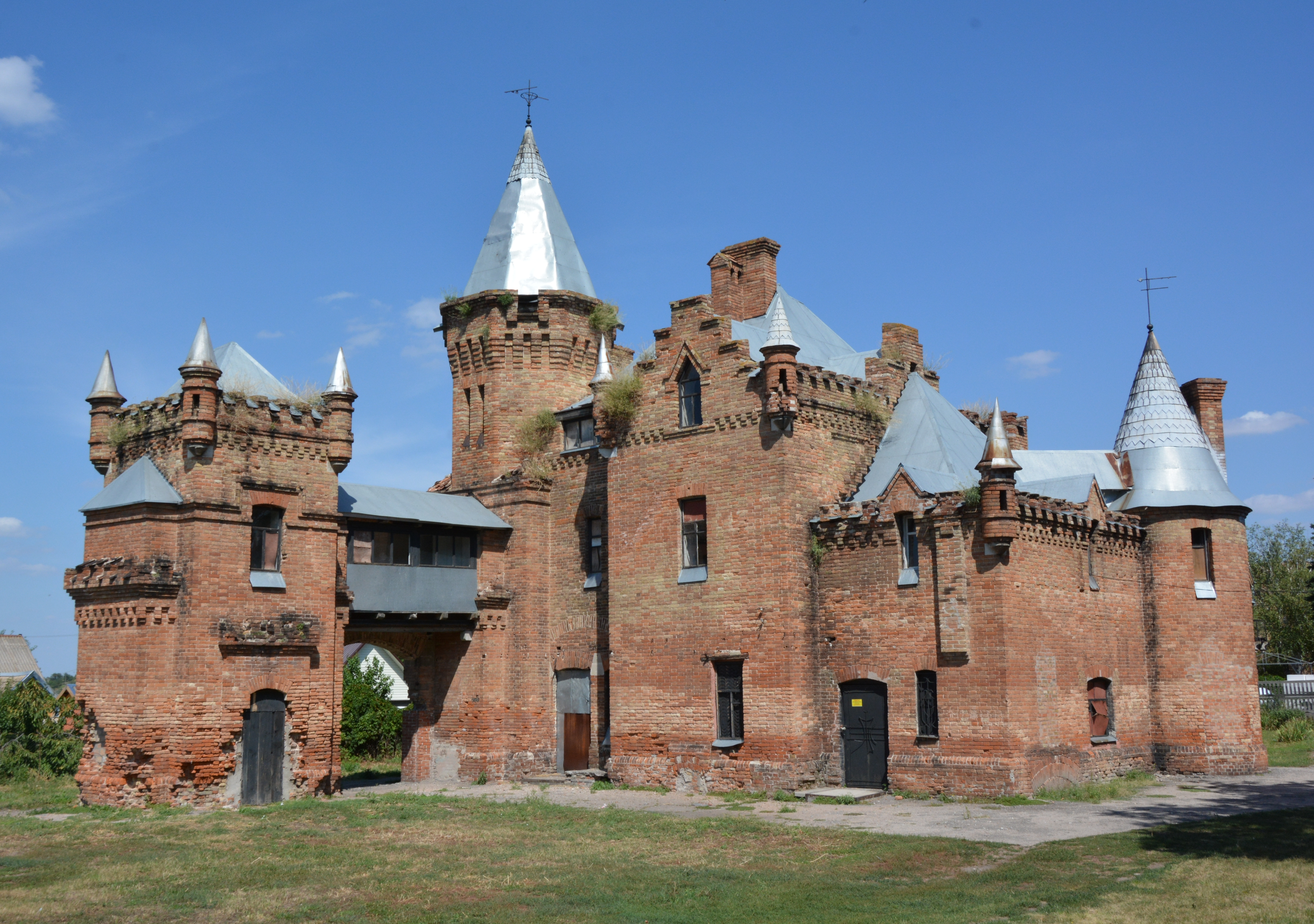
Vista trasera del palacio
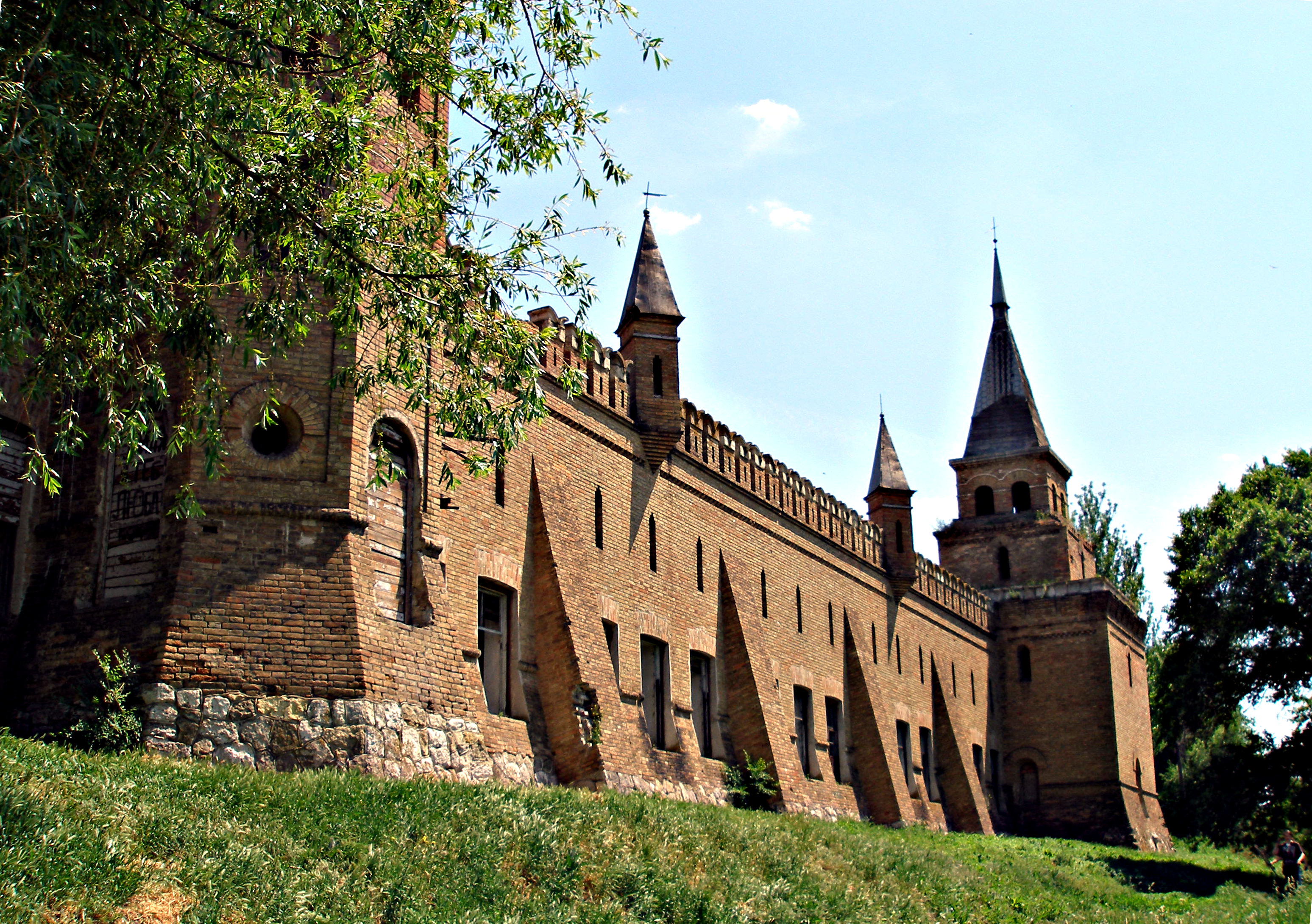
Muro trasero del palacio Popov
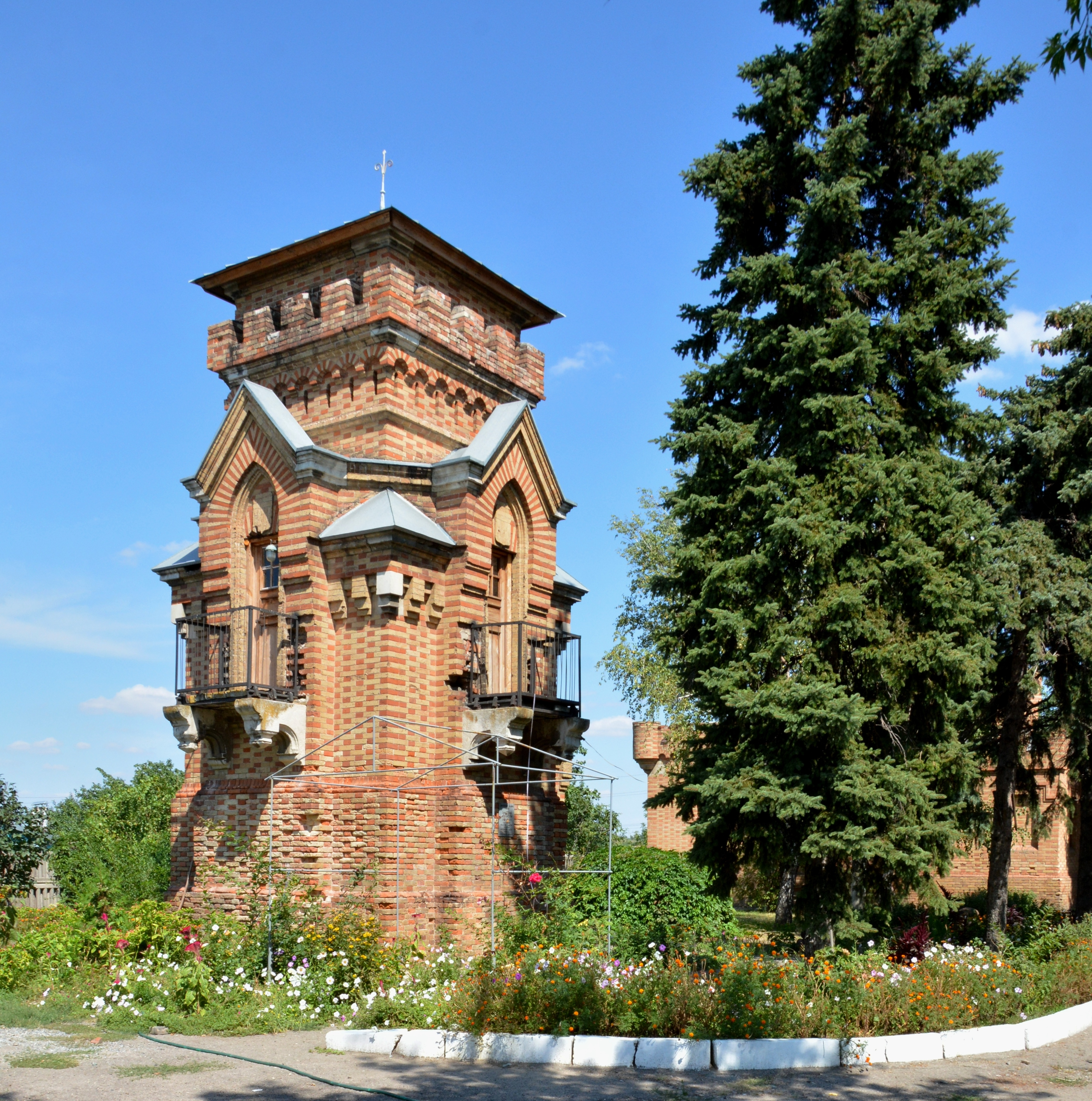
Torre mirador
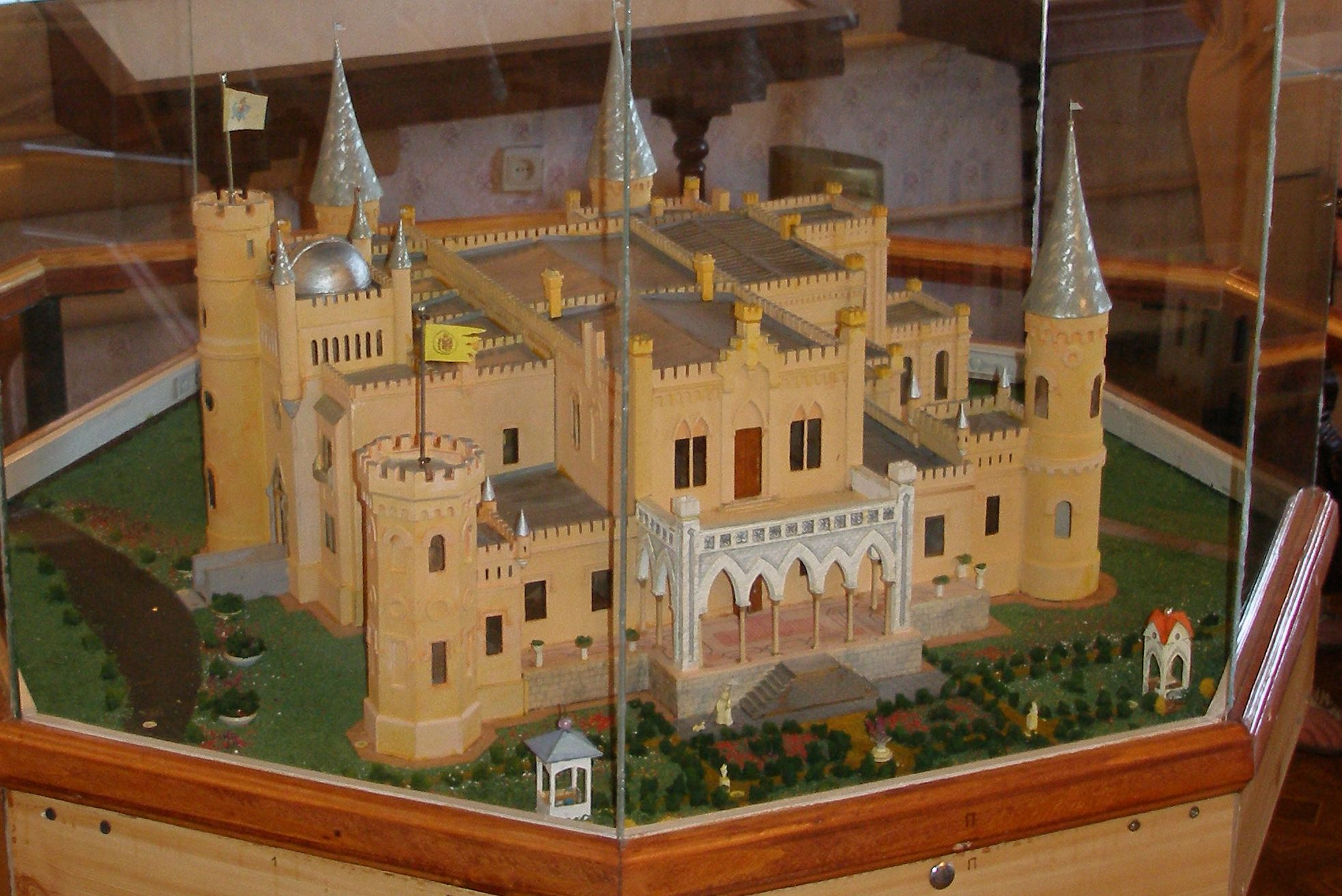
Maqueta reconstruida del palacio
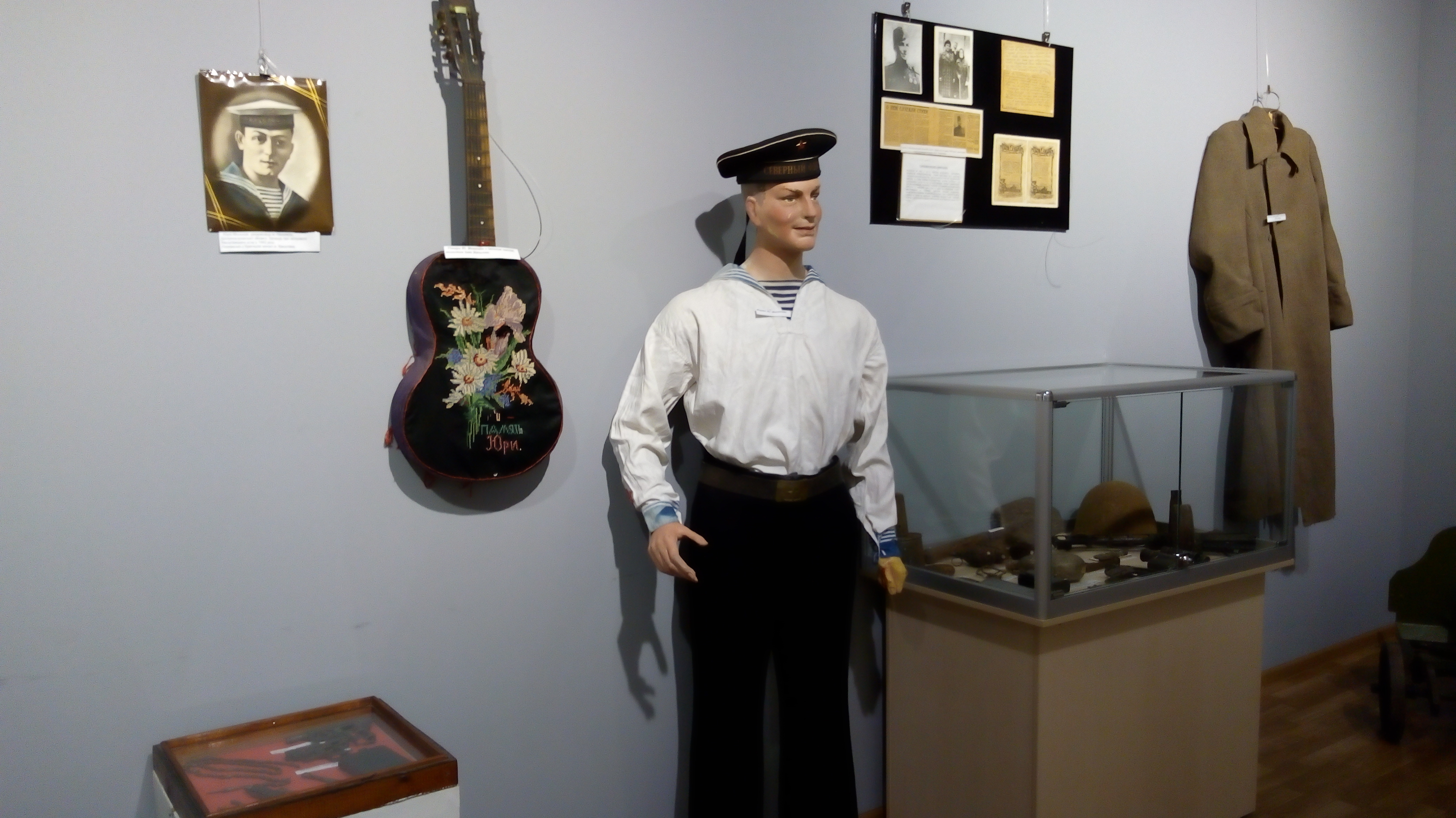
Exposición etnográfica en el museo